# Роккетта-Палафеа
Роккетта-Палафеа (итал. Rocchetta Palafea) — коммуна в Италии, располагается в регионе Пьемонт, в провинции Асти.
Население составляет 371 человек (2008 г.), плотность населения составляет 47 чел./км². Занимает площадь 8 км². Почтовый индекс — 14040. Телефонный код — 0141.
Покровителем коммуны почитается святой Эвазий Астийский, празднование 1 декабря.

## Демография
Динамика населения:

## Администрация коммуны
- Официальный сайт: http://www.comune.rocchettapalafea.at.it